# Мария Египтиака фон Йотинген-Йотинген
Мария Египтиака фон Йотинген-Йотинген (на немски: Maria Aegyptiaca von Oettingen-Oettingen; * 1520; † 12 ноември 1559, Грумбах) е благородничка от Йотинген-Йотинген в Швабия, Бавария и чрез женитба вилд- и рейнграфиня в Залм-Даун-Нойфвил на Мозел.

## Произход
Тя е третата дъщеря на господар Лудвиг XV фон Йотинген-Йотинген (1486 – 1557) и съпругата му графиня Мария Салома фон Хоенцолерн (1488 – 1548), дъщеря на граф Айтел Фридрих II фон Хоенцолерн (1452 – 1512) и Магдалена фон Бранденбург (1460 – 1496).

## Фамилия
Мария Египтиака се омъжва на 27 януари 1539 г. за вилд- и рейнграф Филип Франц фон Залм-Даун-Нойфвил (* 4 август 1518; † 28 януари 1561), най-възрастният син на граф и вилд- и рейнграф Филип фон Залм-Даун (1492 – 1521) и графиня Антоанета дьо Ньофшател (1495 – 1544), наследничка на Нойвил. Брачният договор е подписан на 19 май 1539 г. Те имат девет деца:
- Елизабет (* 1540; † 1579), омъжена 1558 г. за граф Себастиан фон Даун-Фалкенщайн в Оберщайн (* ок. 1540), син на граф Вирих V фон Даун-Фалкенщайн в Оберщайн, губернатор на Равенсберг (1480 – ок. 1546) и Ирмгард фон Сайн († 1551)
- Маргарета (* 23 април 1540; † 27 октомври 1600), омъжена на 23 февруари 1555 г. за граф Йохан Герхард фон Мандершайд-Геролщайн († 1611), син на граф Герхард фон Мандершайд-Геролщайн-Бланкенхайм-Бетинген (1491 – 1548) и Франциска фон Монтфор († 1544)
- Йохан Филип II (* 30 септември 1545; † 3 октомври 1569), граф на Залм-Нойфвил, вилд- и Рейнграф в Даун, женен 1566 г. за Диана де Домпмартен, комтеса дьо Фонтенай (1552 – 1625)
- Фридрих фон Залм-Нойфвил (* 3 февруари 1547; † 26 октомври/5 ноември 1608), граф на Залм-Нойфвил, женен I. на 10 април 1570 г. за графиня Франциска фон Залм († 1587), II. на 27 май 1588 г. за графиня Анна Емилия фон Насау-Вайлбург (1549 – 1598), III. на 15 юни 1598 г. за графиня Сибила Юлиана фон Изенбург-Бирщайн (1574 – 1604), IV. на 21 октомври 1604 г. за графиня Анна Амалия фон Ербах (1577 – 1630)
- Албрехт (* 1 февруари 1553; † ?)
- Йохан Кристоф (* 20 май 1555; † 3 август 1585), вилд- и Рейнграф в Залм-Грумбах и Рейнграфенщайн, женен 1581 г. за графиня Доротея фон Мансфелд-Айзлебен (1549 – 1626), дъщеря на граф Йохан Георг I фон Мансфелд-Айзлебен (1515 – 1579) и Катарина фон Мансфелд-Хинтерорт († 1582)
- Кристиан Карл († 1572)
- Адолф Хайнрих фон Салм-Даун (* 1557; † 20 февруари 1606), вилд- и Рейнграф в Залм-Даун, женен на 24 април 1588 г. за графиня Юлиана фон Насау-Диленбург (1565 – 1630), дъщеря на граф Йохан VI фон Насау-Диленбург (1536 – 1606) и Елизабет фон Лойхтенберг (1537 – 1579)
- Салома Аполония